# قصر ميرابل
قصر ميرابل (بالألمانية: Schloss Mirabell) هو مبنى تاريخي يقع في مدينة سالزبورغ، النمسا. يعتبر القصر بحدائقه نصبا تذكارياللتراث الثقافي وجزء من المركز التاريخي لمدينة سالزبورغ للتراث العالمي.
يتميز القصر ببناءه الهندسي الذي يمزج بين الإيطالية والفرنسية، ويضم بعض التماثيل التي تعكس روائع الفن الباروكي.

## تاريخ
تم بناء القصر حوالي عام 1606 على شاطئ نهر سالزاك شمال أسوار المدينة التي تعود للقرون الوسطى، بناءً على طلب من رئيس الأساقفة وولف ديتريش رايتيناو. الذي قرّر إقامة قصر إرضاء له ولعشيقته سالومي ألت.
عندما تم إقالة رايتناو واعتقاله في قلعة هوهنسالزبورغ في عام 1612، قام خليفته مارك ستيتش فون هوهنيمس بطرد سالومي ألت وعائلتها من المبنى. أعطى مارك ستيتش القصر اسمه الحالي من الإيطالية: ميرابيل، bella: أي «مذهلة»، «رائعة». أعيد بناؤه على طراز العمارة الباروكية الفخم من سنة 1721 إلى 1727، وفقا لتصميم المهندس يوهان لوكاس فون هيلدبراندت.
تم شراء القصر من قبل مدينة سالزبورغ في عام 1866. بعد الحرب العالمية الثانية تم استخدامه مؤقتًا لمكتب رئيس البلدية.

## حدائق ميرابل
صُمِمَت حدائق ميرابل حوالي عام 1690 وفقا لتصاميم يوهان لوكاس فون هيلدبراندت، وأعيد تنظيمها بشكلٍ كليّ في عام 1730. وتم بناء نافورة بيجازوس عام 1913. قام النحات الإيطالي Ottavio Mosto بنحت مجموعةَ التماثيل الأربعة الموجودة حول النافورة وهي ترمزَ لأربعةِ عناصرٍ: النار والهواء والأرض والماء.
تم إتاحة الحدائق للجمهور تحت إبراطور النمسا فرانتس يوزف الأول سنة 1854، وهي من أماكن الجذب السياحي الرئيسية في سالزبورغ في الوقت الحاضر، ويمكن الدخول لزيارتها بالمجان.
يقعُ مسرحُ Hedge في الجزء الرئيسي من حدائق «ميرابل»، وهو واحدٌ من أقدم المسارح المحاطة بالشجيرات إلى الشمال من منطقة جبال الألب. تعرِضُ حديقةُ الأقزام عدداً من المخلوقات الغريبة الشكل والمصنوعةِ من الرخام الأبيض المأخوذِ من جبل Untersberg.